# Red Dwarf: The Promised Land
Red Dwarf: The Promised Land är en brittisk science-fiction-komedifilm från 2020 med manus och regi av Doug Naylor. Filmen är den trettonde delen i serien om Red Dwarf. I huvudrollerna ses Red Dwarf-besättningen, bestående av, Dave Lister (Craig Charles), Arnold Rimmer (Chris Barrie), Cat (Danny John-Jules) och Kryten (Robert Llewellyn).

## Rollista i urval
- Chris Barrie – Arnold Rimmer, Dave Listers neurotiske rumskamrat, hologram
- Craig Charles – Dave Lister, Arnold Rimmers sluskige rumskamrat, den sista människan i universum
- Danny John-Jules – Cat, självupptagen och ytlig fashionista, den sista katten ombord på Red Dwarf
- Robert Llewellyn – Kryten, mechanoid som älskar simpelt hushållsarbete
- Norman Lovett – Holly, superdatorn ombord på Red Dwarf, med ett IQ på 6000
- Ray Fearon – Rodon, ledare över de förvildade katterna
- Tom Bennett – Broder Sol, jagad av Rodon
- Mandeep Dhillon – Syster Luna, jagad av Rodon
- Lucy Pearman – Syster Peanut, jagad av Rodon
- Al Roberts – Greve Ludo, Rodons lakej